# Ernesto Foldats Andins
Ernesto Foldats Andins (Liepaja 15 de maig de 1925 - Caracas 15 de gener de 2003) va ser un botànic, biòleg i orquidiòlog. Professor titular de la Universitat Central de Veneçuela i autor de 5 volums de la Flora de Veneçuela sobre les Orquídies, que va guanyar el Premi Creole. Va tenir la nacionalitat letona i veneçolana.

## Estudis
Va començar els seus estudis a la Universitat de Friburg, del 1945 a 1948. El 1950, es va traslladar a Veneçuela, obtenint el doctorat en biologia a la Universitat Central de Veneçuela, a més a més va ampliar els seus coneixements en biologia marina als Estats Units. L'any 1991 va ser nomenat Doctor Honoris causa por la Universitat de Letònia, Riga, Letònia i el 1993, fou elegit com membre de la Societat Linneana de Londres.

## Les seves principals obres
- Foldats, Ernesto. Orchidaceae (en castellà).  Caracas: Edición Especial del Instituto Botánico, 1969-.
- Foldats, Ernesto. Contríbucíón a la Orquidioflora de Venezuela (en castellà).  Caracas: Empresa "El Cojo,", 1969.

## Abreviació
L'abreviació Foldats s'utilitza per indicar a Ernesto Foldats com a autoritat a la descripció i classificació científica dels vegetals. -Consultar el llistat de tots els gèneres i espècies descrits per aquest autor a IPNI-.